# وینزور (حوزه سرشماری)، ویسکانسین
وینزور (به انگلیسی: Windsor) یک منطقهٔ مسکونی در ایالات متحده آمریکا است که در ویسکانسین واقع شده‌است. وینزور ۷۹٫۹ کیلومتر مربع مساحت و ۱٬۷۲۳ نفر جمعیت دارد و ۳۱۵ متر بالاتر از سطح دریا واقع شده‌است.